# 2013 год в авиации
Список событий в авиации в 2013 году.

## События
- 16 января — после нескольких происшествий в США и Японии приостановлены полёты Boeing 787 Dreamliner. В мае полёты были возобновлены[1][2].
- 26 января — взлетел первый китайский тяжёлый военно-транспортный самолёт Xian Y-20.
- 29 апреля — Росавиация запретила авиакомпаниям полеты над Сирией после того, как А320, летевший в Казань из Шарм-эль-Шейха, предположительно, подвергся ракетному обстрелу[3].
- 12 февраля — состоялся первый полёт модификации Sukhoi SuperJet 100 Long Range с увеличенной до 4578 км максимальной дальностью полёта.[4]
- 20 сентября — конец эксплуатации Vickers VC10.

### Авиакатастрофы
- 29 апреля — на территории Афганистана упал американский Боинг 747, погибли 7 человек.
- 22 августа — вертолёт «Aérospatiale AS.332 Super Puma» возвращаясь с месторождения в Северном море возможно в результате отказа двигателя рухнул в море в трёх километрах западнее аэропорта Самборо. Четыре пассажира погибли, остальные двенадцать пассажиров и два члена экипажа доставлены в госпиталь «Gilbert Bain Hospital»[5].
- 17 ноября — в Казани при заходе на посадку потерпел катастрофу Boeing 737, 44 пассажира и 6 членов экипажа погибли[6].
- 26 декабря — под Иркутском при заходе на посадку потерпел катастрофу Ан-12, 3 пассажира и 6 членов экипажа погибли.